# Zámrsk
Zámrsk (en allemand : Samrsk) est une commune du district d'Ústí nad Orlicí, dans la région de Pardubice, en République tchèque. Sa population s'élevait à 757 habitants en 2024.

## Géographie
Zámrsk se trouve à 5 km au nord-ouest de Vysoké Mýto, à 20 km à l'ouest d'Ústí nad Orlicí, à 26 km à l'est-sud-est de Pardubice et à 122 km à l'est de Prague.
La commune est limitée par Týnišťko au nord-ouest, par Dobříkov au nord-est, par Slatina à l'est, par Vysoké Mýto au sud, par Vraclav au sud-ouest et à l'ouest, et par Radhošť à l'ouest.

## Histoire
La première mention écrite de la localité date de 1349.

## Galerie

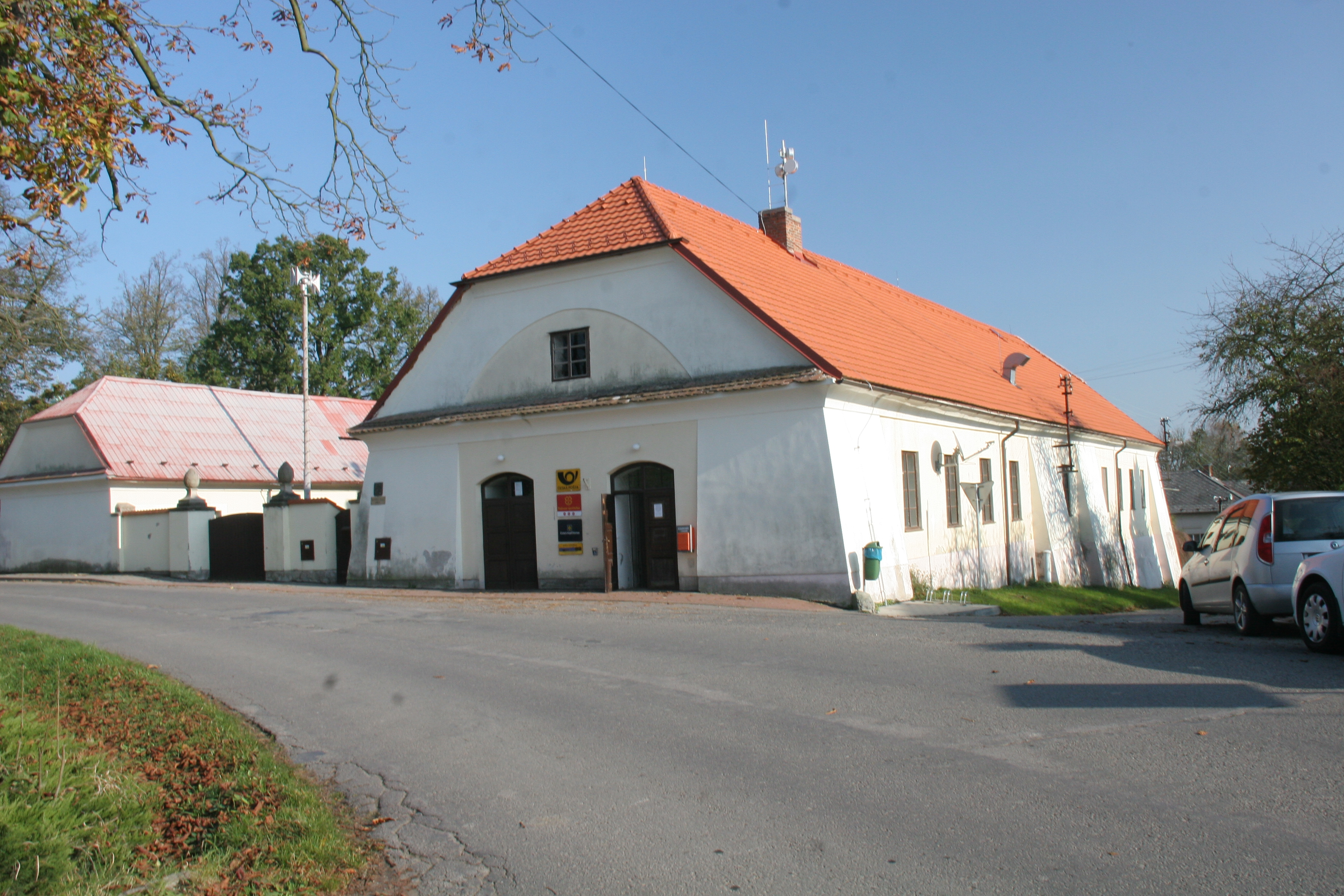
Zámrsk : bureau de poste.
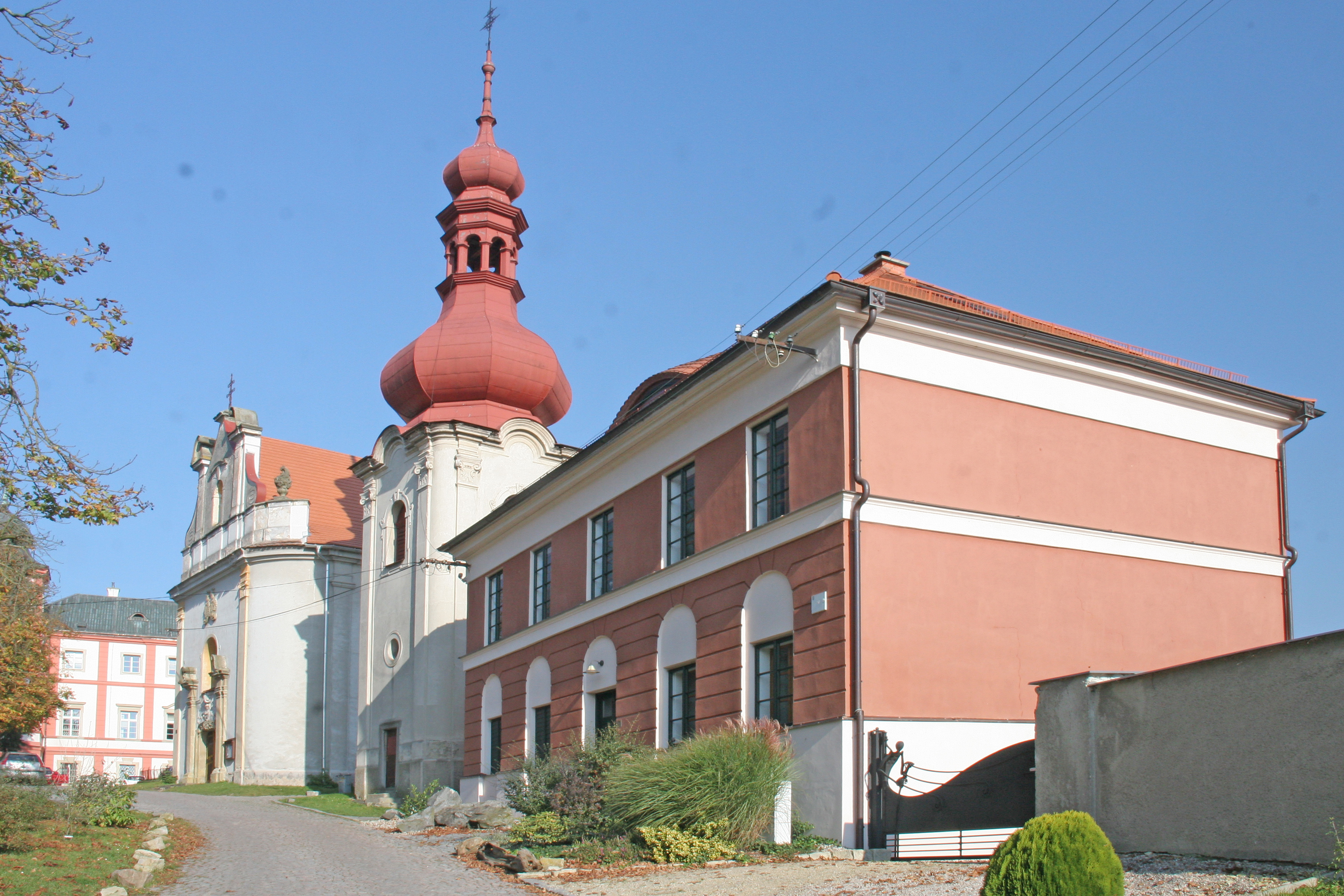
Église Saint-Martin.

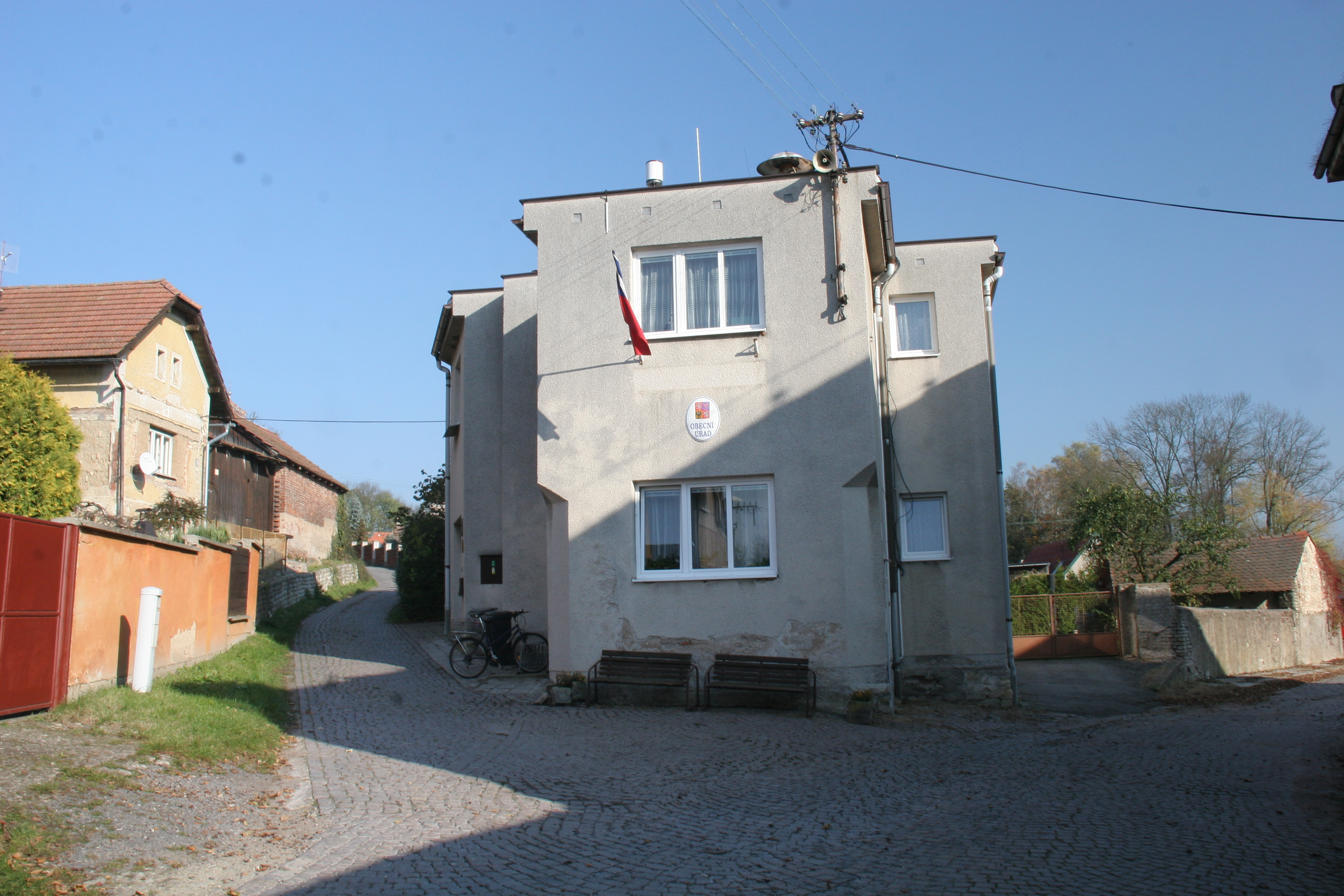
Zámrsk : la mairie.
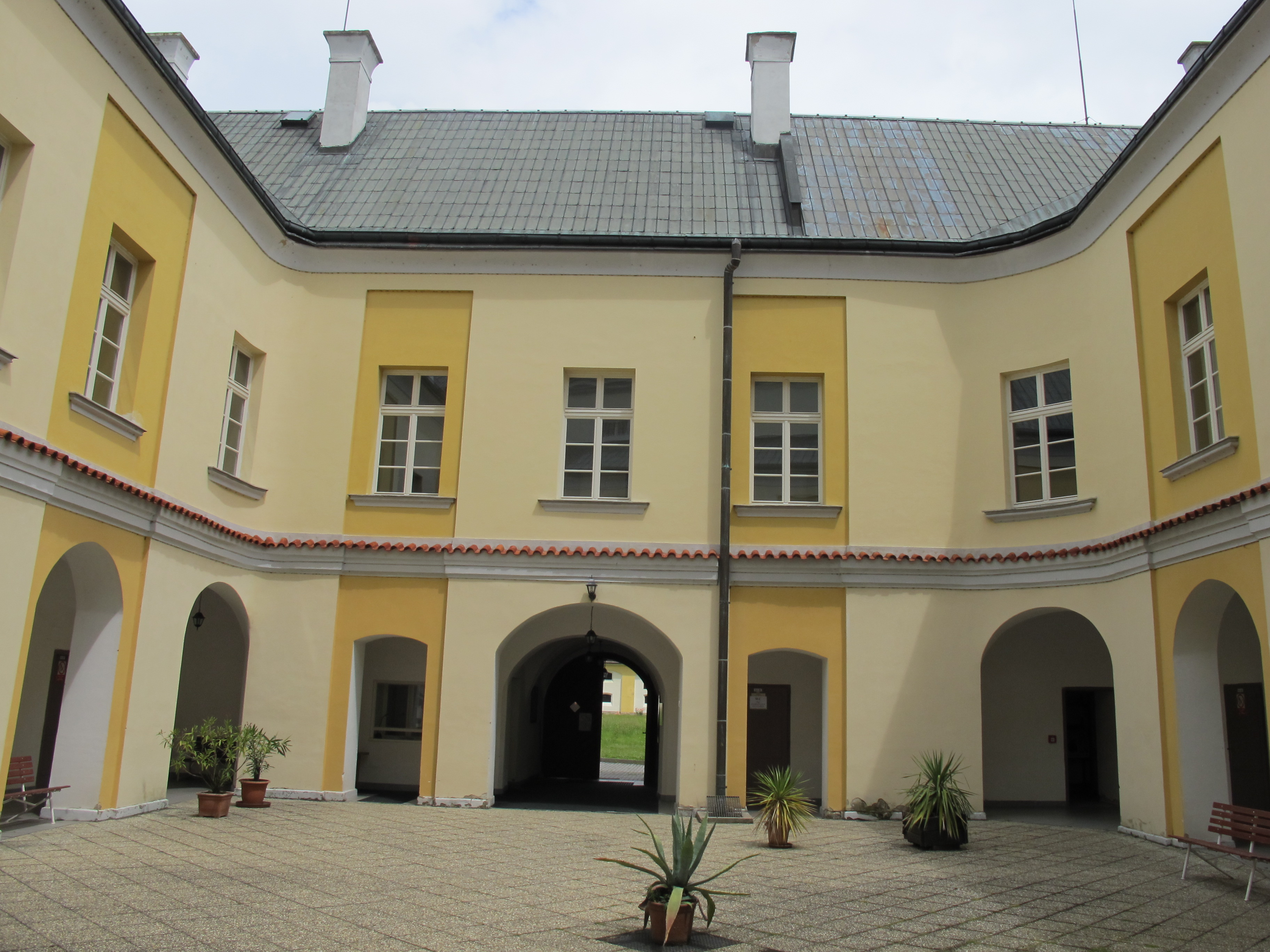
Cour intérieure du château.

## Transports
Par la route, Zámrsk trouve à 5,5 km de Vysoké Mýto, à 26 km d'Ústí nad Orlicí, à 30 km de Pardubice et à 144 km de Prague. 